# Scharnstein
Scharnstein là một đô thị ở district of Gmunden bang Oberösterreich, nước Áo. Đô thị này có diện tích 47,7 km², dân số thời điểm ngày 31 tháng 12 năm 2005 là 4757 người.